# Автопортрет (Гецці)
«Автопортрет П'єра Леоне Гецці» — автопортрет популярного римського художника доби рококо. Картина — серед збірки автопортретів галереї Уффіці у Флоренції.
П'єр Леоне Гецци — робив релігійні образи для церков, фрески, займався гравюрою. Але передовсім став популярним через створення карикатур. Спілкування з музикантами, кумедність їх зовнішності чи манери поведінки дали привід для багатьох карикатур. Серед малюнків художника — і портрет-карикатура Антоніо Вівальді, якого мало і неохоче малювали за життя.
Карикатури Гецци збирав саксонський міністр і меценат 18 століття — Генріх Брюль. Частка творів художника зберігається в музеї Ермітаж, в галереї Уффіці та музеях Італії, в Національній портретній галереї, в Лондоні, в музеях Франції.
На власному автопортреті в молоді роки Гецци подав себе в розквіті молодих сил і творчого натхнення. Він зайнятий малюванням, про що свідчать папір з папкою для малюнків і особливий пристрій для малювання. В автопортреті викинута геть усяка буденність, побутовість . Сам художник не в зручній робітничій блузі, а в пишному вбранні світського кавалера. Особливо невідповідними робочій ситуації є парадний каптан з довгими рукавами і завеликими манжетами та червоний плащ, котрі лише заважають наполегливій праці. Автопортрет мимоволі переростає в урочистий, показовий акт служіння мистецтву і в нещирість чергового парадного портрета доби бароко.